# Night Owl
Night Owl är en skiva från 1979 av den brittiske folkrockmusikern Gerry Rafferty. Den gavs ut på United Records med katalognummer UA-LA958-I. På skivan medverkar bland andra Richard Thompson (elgitarr och mandolin på tre låtar), Mo Foster (bas), Raphael Ravenscroft (saxofon på fyra låtar) och Linda Thompson (bakgrundssång på två låtar).

## Låtlista
1. Days Gone Down (Still Got the Light in Your Eyes)
2. Night Owl
3. That Way That You Do It
4. Why Won't You Talk to Me
5. Get It Right Next Time
6. Take the Money and Run
7. Family Tree
8. Already Gone
9. The Tourist
10. It's Gonna Be a Long Night